# Alberto Roselli
Alberto Roselli (Natal, 17 de março de 1886 — ?, 23 de julho de 1966) foi um político brasileiro. Exerceu o mandato de deputado federal constituinte pelo Rio Grande do Norte em 1934.

## Vida Pessoal
Seus pais eram Sofia Pipolo Roselli e o coronel Ângelo Roselli, ambos italianos.
No ano de 1898, concluiu seus estudos primários na instituição Ateneu Norte Rio Grandense, localizada em Natal, e no Colégio Spencer, em Recife. Mudou-se para a Suíça, onde se formou em ciências jurídicas e comerciais, na Academia Internacional de Zurique, em julho de 1903. 
Após retornar ao Brasil, estudou direito na Faculdade de Direito de Recife, em 1907. Graduou-se no curso em dezembro de 1911.
Alberto trabalhou no órgão oficial do governo do Rio Grande do Norte, como redator e secretário da República, entre os anos de 1912 e 1919.
Em 1912, foi nomeado para assumir o cargo de secretário da prefeitura de Natal, por conta de sua ligação com o Partido Republicano Federal. Foi eleito vereador do Conselho Municipal,onde também assumiu a posição de vice-presidente até o fim de seu mandato, por isso renunciou  ao cargo de secretário em 1914. Nesse mesmo ano, tornou-se professor de educação moral e cívica e de inglês, na Escola Naval e no Ateneu Norte Rio Grandense, respectivamente. 
Atuou como representante consular da França no Rio Grande do Norte, de 1919 a 1933.
Foi vice diretor da Escola de Comércio de Natal, em 1919, ano de sua fundação. Em 1922, tornou-se diretor da instituição. 
Alberto trabalhou como redator chefe do Diário de Natal, desde 1914, ano em o jornal foi fundado. Além de ter atuado como diretor desse veículo entre os anos de 1925 e 1929.
Além de político, advogado e jornalista, Roselli também foi membro do Conselho Regional de Contabilista, do Centro de Imprensa Católica, do Conselho Penitenciário, da Associação Comercial de Natal, da National Geographic Society de Washington, presidiu a Ordem dos Advogados do Rio Grande do Norte e integrou o conselho diretor da Ordem dos Advogados do Brasil.
Alberto publicou diversas obras literárias, como Questão da estrela, Contrato por correspondência, Direito enfitêutico, Honorários médicos, Responsabilidade de estrada de ferro, Demissão de funcionários públicos, Terrenos das rocas e Comissão mercantil.

## Atuação na Política
Participou da fundação do Partido Popular do Rio Grande do Norte, em fevereiro de 1933, com o intuito de substituir o antigo PRF e fazer oposição à Bertino Dutra, governador do Paraná em 1932. Na época, o Partido Popular do Rio Grande do Norte era liderado por José Augusto Bezerra de Medeiros, que foi presidente do estado de 1924 a 1928.
No mês de maio de 1933, elegeu-se deputado da Assembleia Nacional Constituinte pelo Rio Grande do Norte, fazendo parte da legenda do Partido Popular. Participou de trabalhos constituintes após assumir seu mandato em novembro do mesmo ano. 
Alberto também representou o Rio Grande do Norte na Comissão Constitucional, mais conhecida como Comissão dos 26, criada com o intuito de estudar o anteprojeto de Constituição e apresentar um suplente,durante a legislatura.O mandato de Roselli foi prorrogado até o mês de maio de 1935, por conta da promulgação da nova Constituição e da eleição à presidência da República em 1934. Foi eleito deputado federal pelo Paraná, junto ao Partido Popular. Permaneceu na Câmara até novembro de 1937, época em que o Estado Novo foi instaurado, suprimindo todos os órgãos legislativos do país.